# Dennis O'Keefe
Pour les articles homonymes, voir O'Keefe.
Dennis O'Keefe est un acteur américain né le 29 mars 1908 à Fort Madison (Iowa) et mort le 31 août 1968 à Santa Monica (Californie).

## Biographie
Dennis O'Keefe est le fils d'Edward et Charlotte Flanagan, comédiens de vaudeville irlandais travaillant aux États-Unis. Enfant, il accompagne ses parents en tournées et, plus tard, écrit des sketches pour la scène. Il fréquente l'université de Californie du Sud mais la quitte au milieu de sa deuxième année après la mort de son père. 
Après la mort de son père, Dennis O'Keefe continue l'activité de vaudeville pendant plusieurs années. Il commence le cinéma comme figurant en 1931 sous le nom de Bud Flanagan et apparait dans de nombreux films. Après un petit mais impressionnant rôle dans Saratoga (1937), Clark Gable le recommande à la Metro-Goldwyn-Mayer, qui lui signe un contrat et le rebaptise Dennis O'Keefe. Ses rôles au cinéma sont alors de plus en plus importants, à commencer par The Bad Man of Brimstone (1938), face à Wallace Beery, puis le rôle principal dans Burn 'Em Up O'Connor (1939). O'Keefe quitte la MGM vers 1940 mais continue à travailler dans des productions à petit budget. Il joue souvent le dur à cuire dans des films policiers ou d'action, mais il est également connu comme acteur de comédie et de drames. Il est bientôt remarqué par un rôle spectaculaire dans L'Odyssée du docteur Wassell (1944) et il devient une star de la comédie.
Au milieu des années 40, il signe un contrat de cinq ans avec Edward Small. O'Keefe joue dans des classiques du film noir tels que T-Men (1947) et Raw Deal (1948), tous deux réalisés par Anthony Mann. Dans un reportage de 1946 au sujet de l'épave d'un avion de Howard Hughes s'étant écrasé dans la maison d'un voisin à Beverly Hills, O'Keefe peut être vu en train de traverser la maison en inspectant les dégâts. En 1950, O'Keefe joue dans le programme radio T-Man sur CBS.
Toujours dans les années 1950, il écrit et réalise des histoires mystérieuses et fait des apparitions en tant que lui-même, ou dans des rôles d'acteur, dans des épisodes d'un certain nombre de séries télévisées, telles que le drame juridique Justice, l'émission de variétés The Ford Show, Studio 57, la série d'anthologie Climax! et d'autres.
En 1957, il participe à une série télévisée d'anthologie dont dix épisodes sont produits par Alfred Hitchcock. Après deux épisodes, il quitte la série et n'est pas remplacé. De 1959 à 1960, il est la star de la comédie de situation de CBS Television, The Dennis O'Keefe Show. O'Keefe écrit aussi sous le pseudonyme de Jonathan Ricks. Son Don't Pull Your Punches est produit par Warner Bros. En 1947, il coproduit et joue dans Drawn Sabers, une autre de ses histoires. Il écrit aussi et réalise Angela.

### Vie privée
De 1940 jusqu'à sa mort en 1968, il est marié à Steffi Duna, actrice et danseuse d'origine hongroise. Ils ont eu deux enfants, Juliena et James. 
O'Keefe était catholique romain. Il était également d'opinion démocrate ; il a soutenu la campagne d'Adlai Stevenson lors de  l'élection présidentielle de 1952. 
Fumeur de cigarettes, O'Keefe est décédé d'un cancer du poumon en 1968 à l'âge de 60 ans à l'hôpital St. John's de Santa Monica, en Californie ; il est enterré à Wee Kirk O'the Heather, Forest Lawn Memorial Park (Glendale).

## Filmographie partielle

### Années 1930
- 1931 : La Ruée vers l'Ouest (Cimarron) de Wesley Ruggles (non crédité}
- 1932 : Le Bel Étudiant (Huddle) de Sam Wood
- 1932 : Je suis un évadé (I Am a Fugitive from a Chain Gang) de Mervyn LeRoy
- 1933 : La Profession d'Ann Carver (Ann Carver's Profession) d'Edward Buzzell
- 1933 : Chercheuses d'or de 1933 (Gold Diggers of 1933) de Mervyn LeRoy
- 1933 : La Soupe au canard (Duck Soup) de Leo McCarey
- 1933 : Nuits de Broadway (Broadway Through a Keyhole) de Lowell Sherman (non crédité)
- 1934 : La Soirée de Miss Stanhope (Coming Out Party) de John G. Blystone : rôle non crédité
- 1934 : Jimmy the Gent de Michael Curtiz
- 1934 : C'était son homme (He was her man) de Lloyd Bacon
- 1934 : La Course de Broadway Bill (Broadway Bill) de Frank Capra
- 1934 : Fog Over Frisco de William Dieterle
- 1934 : L'Ombre du passé (Registered Nurse) de Robert Florey
- 1935 : Anna Karenine (Anna Karenina) de Clarence Brown
- 1935 : Le Danseur du dessus (Top Hat) de Mark Sandrich
- 1935 : It's in the Air de Charles Reisner
- 1935 : Le Bousilleur (Devil Dogs of the Air) de Lloyd Bacon
- 1935 : Rumba de Marion Gering
- 1935 : Personal Maid's Secret de Arthur Greville Collins
- 1936 : Transatlantic Follies (Anything Goes) de Lewis Milestone
- 1936 : Love Before Breakfast de Walter Lang
- 1936 : L'Extravagant Mr. Deeds (Mr Deeds Goes to Town) de Frank Capra
- 1936 : 13 Hours by Air de Mitchell Leisen
- 1936 : Deux Enfants terribles (And So They Were Married) de Elliott Nugent
- 1936 : Nobody's Fool de Arthur Greville Collins
- 1936 : Furie (Fury) de Fritz Lang
- 1936 : Rhythm on the Range de Norman Taurog
- 1936 : Yours for the Asking de Alexander Hall
- 1936 : Piccadilly Jim de Robert Z. Leonard
- 1936 : Sur les ailes de la danse (Swing Time) de George Stevens
- 1936 : Sworn Enemy de Edwin L. Marin
- 1936 : Libeled Lady de Jack Conway
- 1936 : Rose Bowl de Charles Barton
- 1936 : Théodora devient folle (Theodora Goes Wild) de Richard Boleslawski
- 1936 : Une aventure de Buffalo Bill (The Plainsman) de Cecil B. DeMille
- 1936 : L'amiral mène la danse (Born to Dance) de Roy Del Ruth
- 1937 : Parole Racket de Charles C. Coleman
- 1937 : Trompette Blues (Swing High, Swing Low) de Mitchell Leisen
- 1937 : Top of the Town de Ralph Murphy
- 1937 : Une étoile est née (A Star Is Born) de William A. Wellman
- 1937 : Champagne valse de A. Edward Sutherland
- 1937 : Nobody's Baby de Gus Meins
- 1937 : The Girl from Scotland Yard de Robert G. Vignola
- 1937 : Married Before Breakfast de Edwin L. Marin
- 1937 : Easy Living de Mitchell Leisen
- 1937 : Une femme jalouse (Between Two Women) de George B. Seitz
- 1937 : Saratoga de Jack Conway
- 1937 : La Grande Ville (Big City) de Frank Borzage
- 1937 : Life Begins with Love de Ray McCarey
- 1938 : Hold That Kiss de Edwin L. Marin
- 1938 : Chasseurs d'accidents (The Chaser) d'Edwin L. Marin
- 1938 : Vacation from Love de George Fitzmaurice
- 1939 : Burn 'Em Up O'Connor de Edward Sedgwick
- 1939 : Le Kid du Texas (The Kid from Texas) de S. Sylvan Simon
- 1939 : Unexpected Father de Charles Lamont

### Années 1940
- 1940 : Alias the Deacon de Christy Cabanne
- 1940 : La Conga Nights de Lew Landers
- 1940 : Pop Always Pays de Leslie Goodwins
- 1940 : Girl from Havana (en) de Lew Landers
- 1940 : Éveille-toi mon amour (Arise, my love) de Mitchell Leisen
- 1940 : I'm Nobody's Sweetheart Now de Arthur Lubin
- 1940 : You'll Find Out de David Butler
- 1940 : Bowery Boy (en) de William Morgan
- 1941 : Le Retour de Topper (Topper Returns) de Roy Del Ruth
- 1941 : Mr. District Attorney de William Morgan
- 1943 : Les bourreaux meurent aussi (Hangmen Also Die!) de Fritz Lang
- 1943 : Good Morning, Judge de Jean Yarbrough
- 1943 : L'Homme-léopard (The Leopard Man) de Jacques Tourneur
- 1944 : Alerte aux marines (The Fighting Seabees) d'Edward Ludwig
- 1944 : L'Odyssée du docteur Wassell (The Story of Dr. Wassell) de Cecil B. DeMille
- 1944 : Dans la chambre de Mabel (Up in Mabel's Room) d'Allan Dwan
- 1945 : Les Caprices de Suzanne (The Affairs of Susan) de William A. Seiter
- 1945 : Doll Face de Lewis Seiler
- 1945 : Les Millions de Brewster (Brewster's Millions) d'Allan Dwan
- 1945 : Earl Carroll Vanities de Joseph Santley
- 1946 : Her Adventurous Night de John Rawlins
- 1947 : La Femme déshonorée (Dishonored Lady) de Robert Stevenson
- 1947 : J'accuse cette femme (Mr. District Attorney) de Robert B. Sinclair
- 1947 : La Brigade du suicide (T-Men) d'Anthony Mann
- 1948 : Marché de brutes (Raw Deal) d'Anthony Mann
- 1949 : L'Atlantide (Siren of Atlantis) de Gregg Tallas
- 1949 : L'Indésirable Monsieur Donovan (Cover Up) d'Alfred E. Green

### Années 1950
- 1950 : L'Aigle et le Vautour (The Eagle and the Hawk) de Lewis R. Foster
- 1950 : Dans l'ombre de San Francisco  (Woman on the run) de Norman Foster
- 1951 : La Caravane des évadés (Passage West), de Lewis R. Foster
- 1951 : La Voleuse d'amour (The Company She Keeps) de John Cromwell
- 1951 : À l'assaut de la gloire (Follow the sun) de Sidney Lanfield
- 1953 : Madame voulait un manteau de vison (The Lady Wants Mink) de William A. Seiter
- 1955 : Meurtres à responsabilité limitée (Chicago Syndicate) de Fred F. Sears